# 최종병기 그녀
《최종병기그녀》(最終兵器彼女 사이슈헤이키 카노죠[*])는 일본의 만화가 다카하시 신의 만화로, 전쟁 속 청춘들의 사랑 이야기이다. 쇼가쿠간의 잡지 《빅 코믹 스피리츠》에서 2000년 1월부터 2001년 10월까지 연재되었다. TV 애니메이션과 OVA로 나왔고, 2006년 1월 28일 일본에서 실사 영화로도 개봉했다.
한국에서 만화는 대원씨아이의 영챔프에서 2000년 7호부터 연재했고, 애니메이션판은 애니원에서 방송했다. OVA는 2005년 11월 3일 프리미어 엔터테인먼트가 한국에 발매했다.

## 줄거리
이야기는 홋카이도의 고등학생 슈우지(シュウジ)가 그의 여자친구 치세(ちせ)와 함께 언덕을 올라가며 시작한다. 치세의 고백에 그녀와 사귄 슈우지는 익숙하지 않은 연애를 불편해 했고 치세는 무신경한 슈우지에게 상처받지만, 서로 부딪혀가며 사랑의 감정을 알아가게 된다.
어느 날, 슈우지가 친구들과 삿포로에서 쇼핑을 하는 동안, 도시에 알 수 없는 폭격이 가해진다. 그와 그의 친구들은 도망치지만, 그는 하늘을 날아다니며 적기를 격추하는 작고 빠른 비행 물체를 목격하게 된다. 슈우지는 친구들과 떨어져 그 비행체가 추락한 장소로 달려가고, 쇠로 만들어진 날개와 무기를 온 몸에 달고 있는 치세를 발견한다. 그녀는 자신이 최종병기가 되었다며, 알 수 없는 외국군의 침공을 막게 되었다고 말하는데…

## 주요 등장 인물
- 슈우지(성우-성완경) - 작품의 1인칭 관찰 서술자. 치세와는 같은 반 학생으로 만화에 따르면 학업 성적은 우수한 편으로 보인다. 치세를 사랑하고 격려해주는 동반자
- 치세(성우-배정미) - 작품의 주인공. 슈우지와는 같은 반 학생으로 슈우지와 사귀는 사이다. 슈우지와는 다르게 잘 하는 과목은 세계사뿐이다. 알 수 없는 이유로 연구소에서 생체병기 수술을 받아 일본 항공자위대 소속의 식별명 '치세'라는 이름으로 이유 없는 싸움을 이어간다. 의문의 약이 있어야 병기화 속도를 늦출수 있다.
- 아케미(성우-홍소영) - 슈우지와 치세와 같은 반 학생. 육상부에서 활동하고 있으며 유치원때부터 단짝이었던 슈우지를 맘속으로는 좋아하면서도 슈우지에겐 냉소적으로 굴곤 한다.
- 아츠시(성우-이상헌) - 슈우지와 치세와 같은 반 학생. 전쟁이 계속되자 아케미를 지켜주겠다고 입대한다.
- 테츠(성우-송준석) - 치세의 직속 부대원. 동계올림픽 바이애슬론 국가대표 출신으로 전쟁터에선 프로다운 면모를 보여준다. 치세와 은밀한 정을 나누기도 한다.
- 후유미 선배(성우-채의진) - 테츠의 아내. 테츠를 몹시 그리워한다.그래서 대신 슈우지와 은밀한 정을 나누려 한다.
- 땀 닦는 사내 - 다한증이 있어 언제나 손수건으로 이마의 땀을 닦는다. 치세를 감시하는 인물이다.

## 한국 예술인에게 끼친 영향

### 영화
- 《나도 아내가 있었으면 좋겠다》의 박흥식 감독은 《최종병기 그녀》를 '마지막 사랑 노래'라는 이름으로 영화화하려 했으나[5], 판권을 사지 못 해 일본에서 영화가 제작되었다.
- 또한 영화 감독 박찬욱은 《싸이보그지만 괜찮아》를 제작하고 개봉할 무렵 인터뷰에서 자주 《총몽》과 함께 《최종병기그녀》를 언급했다. 그는 영화를 제작하면서 두 작품을 의식했다고 한다. 영화와 두 만화 모두 여성과 사이보그가 결합한 소재를 다룬다.[6][7]
- 영화 《타짜》의 감독인 최동훈 역시 《최종병기그녀》를 우라사와 나오키의 《20세기 소년》과 함께 좋아하는 만화의 하나로 꼽았다.[8]

### 음악
- R.P.G shine, High school sensation 등의 곡으로 많이 알려져있는 밴드 W&Whale의 1집 'Hardboiled' 의 13번 트랙에 수록된 곡 '최종병기그녀'는 만화 '최종병기그녀'를 소재로 한 노래이다.[9] W의 멤버(배영준,한재원,김상훈)들은 만화 매니아로 W와 W&Whale의 음악에는 만화 또는 소설을 소재로 한 곡들이 많이 있다.

## 참조
1. ↑  (일본어) 최종병기그녀 영화 공식 사이트 보관됨 2007-08-08 - 웨이백 머신
2. 1 2  다카하시 신, 《최종병기그녀》 1권, 대원씨아이, 2001년 1월 30일
3. ↑  최종병기 그녀 프로그램 소개 보관됨 2006-02-16 - 웨이백 머신 - 애니원
4. ↑  널 뛰는 애니메이션 DVD 가격 보관됨 2007-10-09 - 웨이백 머신 - 필름 2.0
5. ↑  김성수 감독 6ㆍ25 영화 만든다 보관됨 2004-10-15 - 웨이백 머신 - 연합뉴스
6. ↑  박찬욱감독 "비와 임수정 키스신 찍다 닭살 돋았다" 보관됨 2007-09-30 - 웨이백 머신 - 스타뉴스
7. ↑  화제의 감독들 신작 엿보기 1 - 박찬욱 보관됨 2007-09-27 - 웨이백 머신 - 씨네 21
8. ↑  '타짜' 최동훈 감독, 목표는 '슬픈 스릴러' 보관됨 2004-10-15 - 웨이백 머신 - 뉴시스
9. ↑  “고래와 함께 돌아왔다,밴드 W&Whale”. 노컷뉴스. 2008년 10월 30일.[깨진 링크(과거 내용 찾기)]